# Danh sách loài được mô tả năm 2016
Danh sách các loài sinh vật được mô tả chính thức năm 2016 xếp theo thời gian công bố trên các tạp chí khoa học.

## Tháng 1 năm 2016

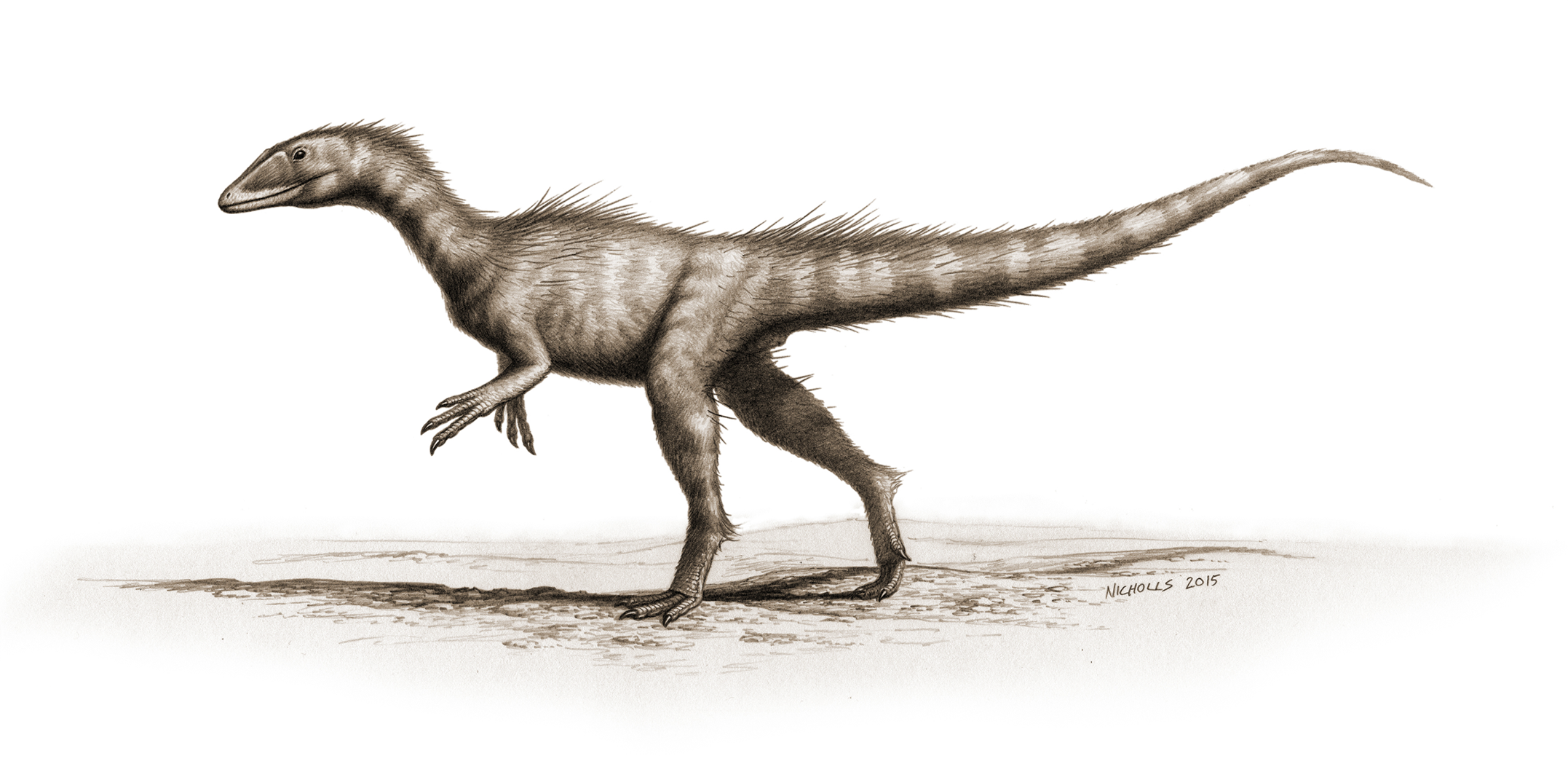
Hình phục dựng từ hóa thạch Dracoraptor hanigani, Khủng long chân thú Kỷ Jura ở Wales

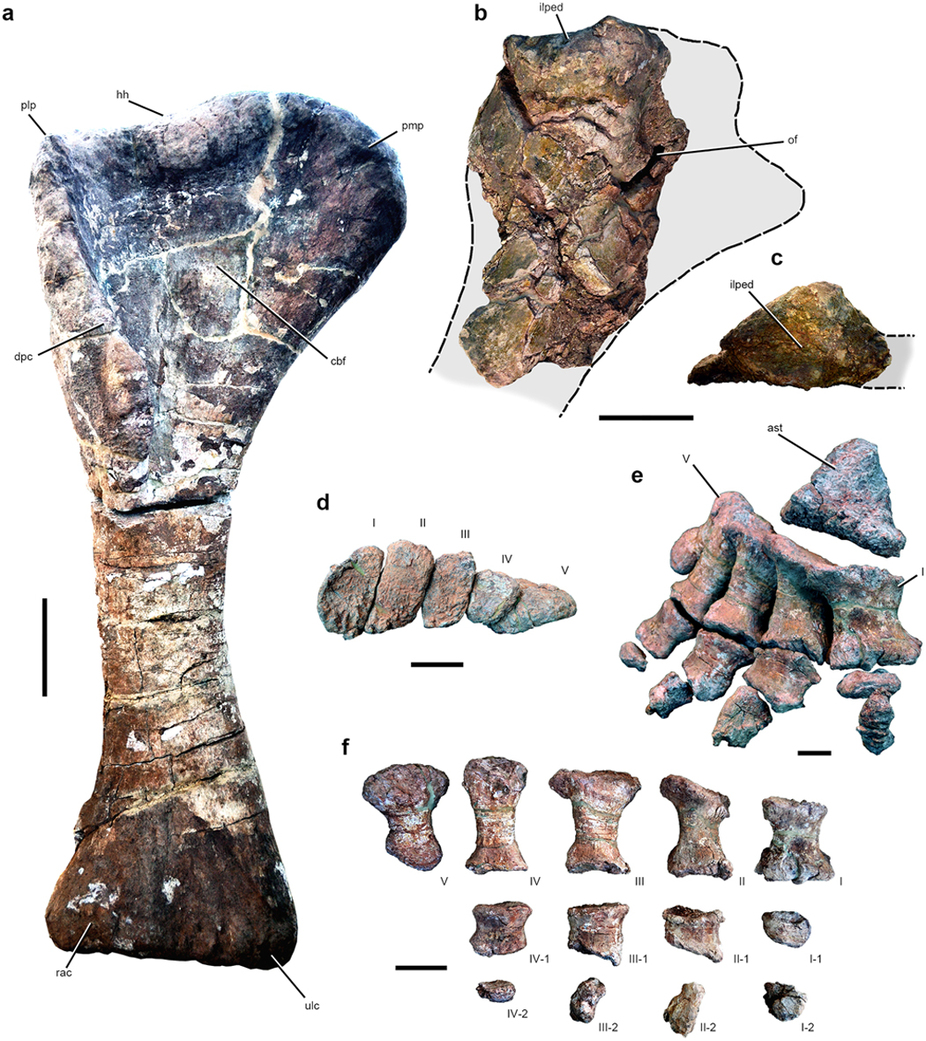
Hóa thạch Notocolossus gonzalezparejasi, Khủng long chân thằn lằn Kỷ Creta ở Mendoza, Argentina

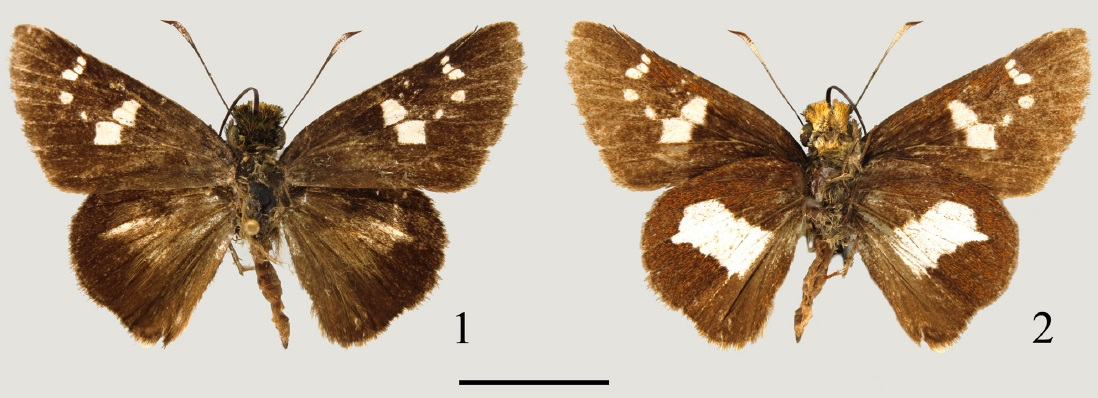
Tsukiyamaia albimacula

1. Murina kontumensis: loài Dơi Mũi ống Kon Tum thuộc chi Murina, phân họ Murininae, họ Vespertilionidae, bộ Chiroptera, lớp Mammalia tìm thấy ở Khu Bảo tồn thiên nhiên Ngọc Linh, tỉnh Kon Tum, Việt Nam, công bố trên tạp chí Acta Chiropterologica 17 (2): 202-232 năm 2015, online ngày 4/1/2016.[1][2]
2. Aselliscus dongbacana: loài Dơi mũi ba lá Đông Bắc thuộc chi Aselliscus, họ Hipposideridae, bộ Chiroptera, lớp Mammalia tìm thấy tại khu vực có núi đá vôi ở vùng Đông Bắc Việt Nam (Động Nà Phòng, Vườn Quốc gia Ba Bể, tỉnh Bắc Kạn; Khu Bảo tồn thiên nhiên Kim Hỷ, Bắc Kạn; Khau Ca, Hà Giang; Hữu Liên, Lạng Sơn và Phia Oắc-Phia Đén, Cao Bằng), công bố trên tạp chí Acta Chiropterologica 17 (2): 233-254 tháng 12 năm 2015, đăng mạng internet 4/1/2016.[3][4]
3. Anarsia deuterodes:[5]
4. Anarsia diversiola:[5]
5. Anarsia porthmista:[5]
6. Anarsia melanodes:[5]
7. Anarsia gryphodes:[5]
8. Anarsia campestra:[5]
9. Anarsia similicampa:[5]
10. Anarsia kepensis:[5]
11. Anarsia pusillidia:[5]
12. Anarsia houhunlii: loài bướm đêm thuộc chi Anarsia tìm thấy ở Campuchia và Việt Nam, công bố trên tạp chí Zootaxa số 4061, quyển 3, trang 227-252 ngày 7/1/2016.[5]
13. Neoschoengastia vietnamensis: loài Neoschoengastia, họ Trombiculidae, liên họ Trombiculoidea, phân nhánh Trombidiina, nhánh Parasitengona, Anystina, phân bộ Prostigmata, bộ Trombidiformes, liên bộ Acariformes, phân lớp Acari, lớp Arachnida, ngành Arthropoda tìm thấy trên cơ thể một số loài chim tại Việt Nam, công bố trên tạp chí Zootaxa Vol 4061, No 5, trang 483–503 ngày 11/1/2016.[6]
14. Hypogastia stekolnikovi: loài Hypogastia, họ Trombiculidae, liên họ Trombiculoidea, phân nhánh Trombidiina, nhánh Parasitengona, Anystina, phân bộ Prostigmata, bộ Trombidiformes, liên bộ Acariformes, phân lớp Acari, lớp Arachnida, ngành Arthropoda tìm thấy trên cơ thể một số loài chim tại Việt Nam, công bố trên tạp chí Zootaxa Vol 4061, No 5, trang 483–503 ngày 11/1/2016.[6]
15. Carinopius
  1. Carinopius albocoxalis: chi và loài mới thuộc họ Braconidae, liên họ Ichneumonoidea, phân bộ Apocrita, bộ Hymenoptera, lớp Insecta tìm thấy ở Trung Quốc và Việt Nam, công bố trên tạp chí Zootaxa Vol 4061, No 5, trang 569–574 ngày 11/1/2016[7]
16. Mahinda bo: loài Mahinda, phân họ Amiseginae, họ Chrysididae, liên họ Chrysidoidea, phân bộ Apocrita, bộ Hymenoptera, lớp Insecta tìm thấy ở Vườn quốc gia Tây Yên Tử, tỉnh Bắc Giang, Việt Nam, công bố trên tạp chí ZooKeys số 551 trang 145-154 ngày 11 tháng 1 năm 2016.[8]
17. Mahinda borneensis: tìm thấy ở Đông Malaysia[8]
18. Mahinda sulawesiensis: tìm thấy ở tỉnh Bắc Sulawesi, Indonesia[8]
19. Homalium glandulosum: loài thực vật Homalium, họ Salicaceae, bộ Malpighiales tìm thấy ở Vườn quốc gia Vũ Quang thuộc tỉnh Hà Tĩnh, Bắc Trung Bộ Việt Nam, công bố trên tạp chí PhytoKeys số 58, trang 97 - 104 ngày 12/1/2016.[9][10][11]
20. Peliosanthes aperta: loài thực vật một lá mầm thuộc chi Peliosanthes, tông Convallarieae, phân họ Nolinoideae, họ Asparagaceae, bộ Asparagales tìm thấy ở Khu bảo tồn thiên nhiên Hòn Bà, tỉnh Khánh Hòa, Việt Nam tháng 5 năm 2014, công bố trên tạp chí Nordic Journal of Botany quyển 34, phần 1, trang 23-37 ngày 14/1/2016.[12][13]
21. Peliosanthes elegans: loài thực vật một lá mầm thuộc chi Peliosanthes, tông Convallarieae, phân họ Nolinoideae, họ Asparagaceae, bộ Asparagales tìm thấy ở Khu bảo tồn thiên nhiên Hòn Bà, tỉnh Khánh Hòa, Việt Nam tháng 5 năm 2014.[12]
22. Peliosanthes kenhillii: loài thực vật một lá mầm thuộc chi Peliosanthes, tông Convallarieae, phân họ Nolinoideae, họ Asparagaceae, bộ Asparagales.[12]
23. Tupistra densiflora: loài thực vật một lá mầm thuộc chi Tupistra, tông Convallarieae, phân họ Nolinoideae, họ Asparagaceae, bộ Asparagales tìm thấy ở Vườn Quốc gia Cúc Phương, tỉnh Ninh Bình, Việt Nam tháng 12 năm 2014, công bố trên tạp chí Nordic Journal of Botany quyển 34, phần 1, trang 23-37 ngày 14/1/2016[12]
24. Tupistra patula: loài thực vật một lá mầm thuộc chi Tupistra, tông Convallarieae, phân họ Nolinoideae, họ Asparagaceae, bộ Asparagales tìm thấy ở xã Thượng Tân, huyện Bắc Mê, tỉnh Hà Giang, Việt Nam tháng 11 năm 2014, công bố trên tạp chí Nordic Journal of Botany quyển 34, phần 1, trang 23-37 ngày 14/1/2016[12]
25. Tsukiyamaia: chi bướm mới với tên được đặt nhằm vinh danh Hiroshi Tsukiyama với nhiều đóng góp cho nghiên cứu họ bướm nhảy Hesperiidae.
  1. Tsukiyamaia albimacula: loài bướm thuộc chi mới Tsukiyamaia, tông Baorini, phân họ Hesperiinae, họ Hesperiidae, nhánh Heteroneura của bộ Lepidoptera, lớp Insecta tìm thấy ở tỉnh Vân Nam (Trung Quốc), Kachin (Myanmar), Fansipan (Việt Nam) công bố trên tạp chí ZooKeys số 555 trang 37-55 ngày 20 tháng 1 năm 2016.[14]

## Tháng 2 năm 2016

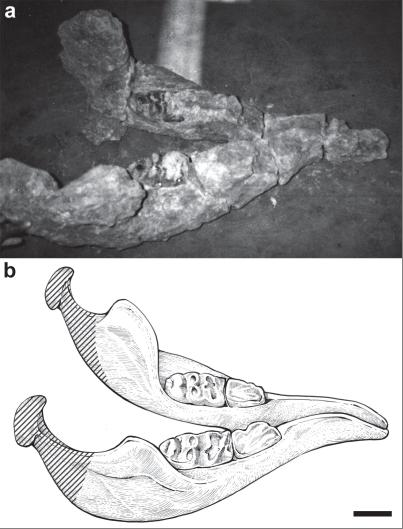
Sinomammut tobieni, Voi răng mấu Thế Miocen ở Trung Quốc

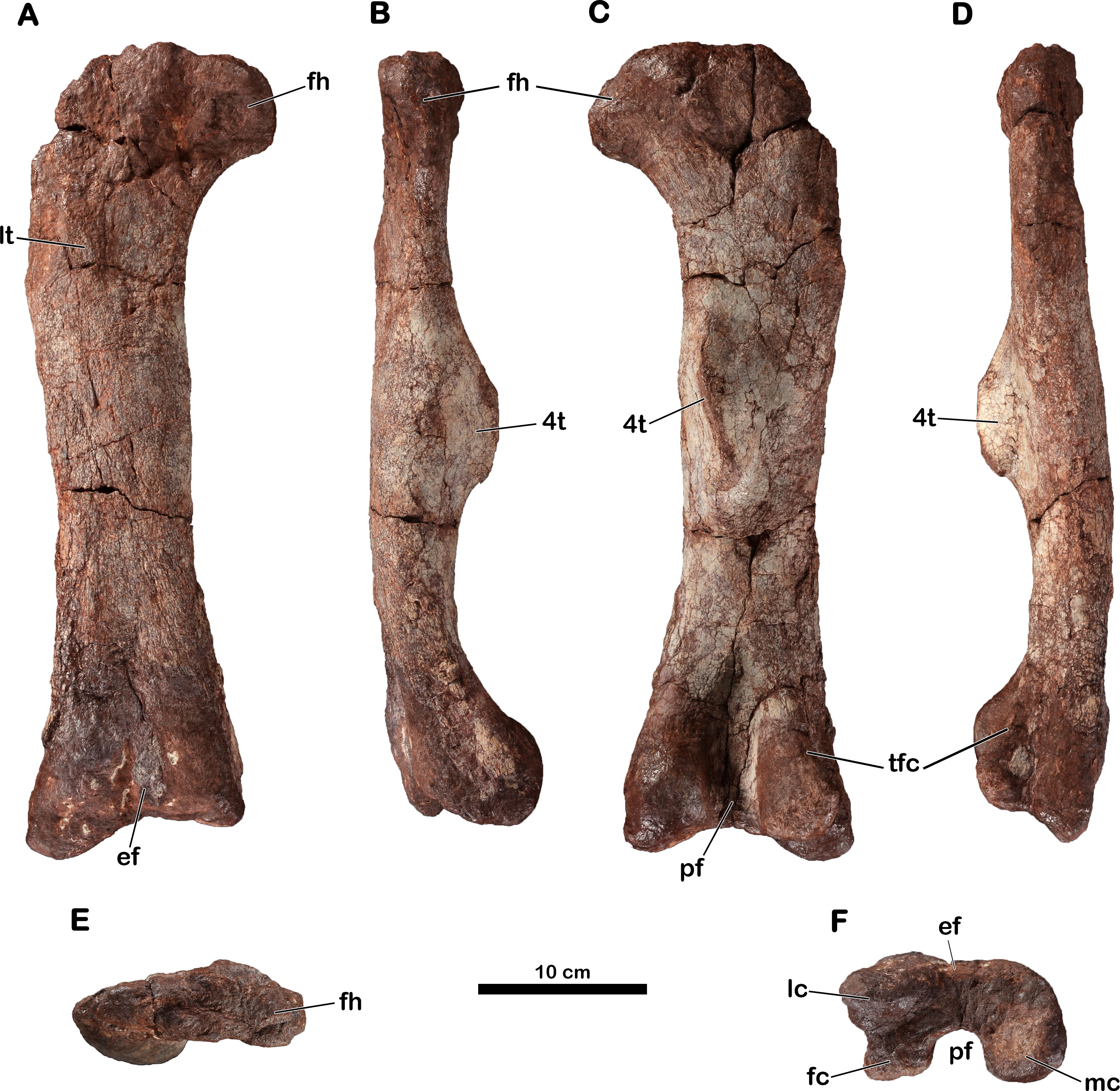
Meroktenos, một chi Khủng long dạng chân thằn lằn Kỷ Trias

1. Paracobanocythere vietnamensis: loài thuộc chi Paracobanocythere, họ Cobanocytheridae, liên họ Cytheroidea, phân bộ Cytherocopina, bộ Podocopida, phân lớp Podocopa, lớp Ostracoda, phân ngành Crustacea, ngành Arthropoda tìm thấy ở đảo Dăm Ngoài, khu bảo tồn động vật biển Phú Quốc, Việt Nam, công bố trên tạp chí ZooKeys 559: 17-33 ngày 3/2/2016.[15]
2. Nervilia mekongensis: loài hoa lan thuộc chi Nervilia, phân tông Nerviliinae, tông Nervilieae, phân họ Epidendroideae, họ Orchidaceae, tìm thấy năm 2015[16] tại Thái Lan, Campuchia, Lào & Việt Nam, công bố trên tạp chí Phytotaxa số 247, phần 4 ngày 25/2/2016.[17]
3. Odorrana mutschmanni: loài ếch bám đá thuộc chi Odorrana, họ Ranidae, bộ Anura, lớp Amphibia tìm thấy ở tỉnh Cao Bằng, Việt Nam, công bố trên tạp chí Zootaxa số 4084 ngày 26/2/2016. Tên loài được đặt nhằm vinh danh tiến sĩ Frank Mutschmann giám đốc Viện thú y EXOMED ở Berlin (CHLB Đức), để ghi nhận những đóng góp to lớn của ông trong nghiên cứu và bảo tồn đa dạng sinh học ở Việt Nam.[18][19]

## Tháng 3 năm 2016

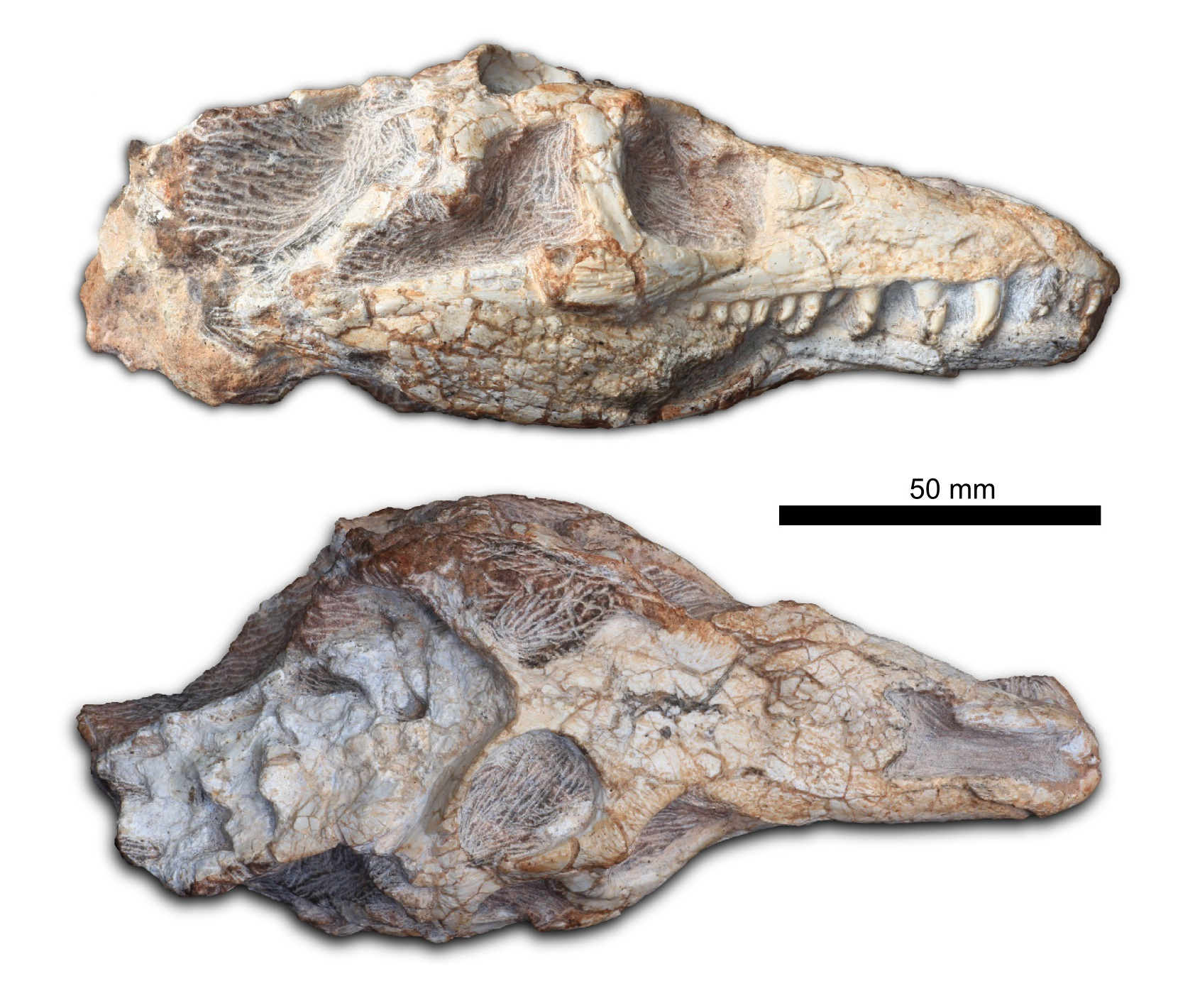
Hóa thạch Teyujagua paradoxa, động vật bò sát kỷ Trias

1. Cayratia cheniana: loài nho thuộc chi Cayratia, phân họ Vitoideae, họ Vitaceae, bộ Vitales tìm thấy ở núi đá vôi tỉnh Ninh Thuận, Việt Nam, công bố trên tạp chí Systematic Botany, Volume 41, Number 1 ngày 1/3/2016.[20]
2. Aspidistra cylindrica: loài thực vật một lá mầm chi Aspidistra, tông Convallarieae, phân họ Nolinoideae, họ Asparagaceae, bộ Asparagales tìm thấy ở tỉnh Kon Tum, Việt Nam, công bố trên tạp chí Systematic Botany số 41 ngày 01/03/2016[21]
3. Leptolalax ardens: loài cóc thuộc chi Leptolalax, họ Megophryidae, bộ Anura, lớp Amphibia tìm thấy ở Dãy Trường Sơn, Việt Nam và công bố trên tạp chí Zootaxa số 4085, quyển 1, phần 3 ngày 1/3/2016.[22][23]
4. Leptolalax kalonensis[22]
5. Leptolalax pallidus[22]
6. Leptolalax maculosus[22]
7. Leptolalax tadungensis[22]
8. Dolomedes briangreenei: loài nhện Brian khổng lồ chi Dolomedes, họ Pisauridae, bộ Araneae, lớp Arachnida, ngành Arthropoda tìm thấy tại Queensland, công bố trên tạp chí The Daily Telegraph ngày 9/3/2016.[24]
9. Ideonella sakaiensis: loài vi khuẩn chi Ideonella, họ Comamonadaceae, bộ Burkholderiales, lớp Betaproteobacteria, ngành Proteobacteria, công bố trên tạp chí Science số 351 ngày 11/3/2016.[25]
10. Lilium procumbens: Loài loa kèn chi Lilium, họ Liliaceae, bộ Liliales tìm thấy tại xã Ca Thành, huyện Nguyên Bình, tỉnh Cao Bằng, Việt Nam, công bố trên tạp chí Taiwania 61(1) ngày 11/3/2016.[26]
11. Polistes adsimilis: loài côn trùng chi Polistes, tông Polistini, phân họ Polistinae, họ Vespidae, bộ Hymenoptera, lớp Insecta tìm thấy ở Việt Nam, công bố trên tạp chí Zootaxa số 4088, phần 4, trang 583-593 ngày 11/3/2016.[27]
12. Eumenes quadratus: loài ong thuộc chi Eumenes, phân họ Eumeninae, họ Vespidae, bộ Hymenoptera, lớp Insecta tìm thấy ở Việt Nam, công bố trên tạp chí Zootaxa số 4093, phần 4, trang 583-588 ngày 24/3/2016.[28]
13. Eumenes multipictus[28]
14. Callicarpa bachmaensis: loài thực vật thuộc chi Callicarpa, họ Lamiaceae, bộ Lamiales tìm thấy ở Vườn quốc gia Bạch Mã, tỉnh Thừa Thiên Huế, Việt Nam năm 2015, công bố trên tạp chí PhytoKeys số 62, trang 33-39 ngày 25 tháng 3 năm 2016.[29]
15. Fansipaniana: loài bướm thứ hai trong chi đặc hữu Việt Nam thuộc tông Olethreutini, phân họ Olethreutinae, họ Tortricidae, liên họ Tortricoidea, phân nhánh Cossina, nhánh Cossina, Ditrysia, thứ bộ Heteroneura, phân bộ Glossata, bộ Lepidoptera, lớp Insecta tìm thấy ở vùng núi Tam Đảo gần Hà Nội, Việt Nam, công bố trên tạp chí Zootaxa số 4097, phần 1, trang 135–138, ngày 30 tháng 3 năm 2016.[30]

## Tháng 4 năm 2016

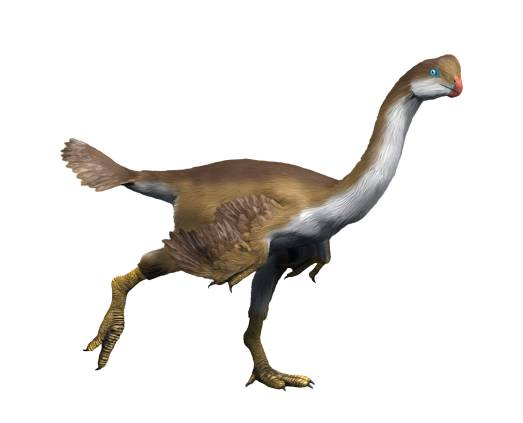
Apatoraptor pennatus, loài Khủng long chân thú thế Creta muộn

1. Antrocephalus neogalleriae: loài Antrocephalus, tông Haltichellini, phân họ Haltichellinae, họ Chalcididae, liên họ Chalcidoidea, phân bộ Apocrita, bộ Hymenoptera, lớp Insecta tìm thấy tại Vườn quốc gia Cát Tiên, tỉnh Đồng Nai, Việt Nam, công bố trên tạp chí ZooKeys số 576, ngày 4 tháng 4 năm 2016[31]
2. Brachymeria neowiebesina: loài thuộc chi Brachymeria, tông Brachymeriini, phân họ Haltichellinae, họ Chalcididae, liên họ Chalcidoidea, phân bộ Apocrita, bộ Hymenoptera, lớp Insecta tìm thấy tại Vườn quốc gia Chư Yang Sin, tỉnh Đắk Lắk, Việt Nam.[31]
3. Brachymeria semirusula: loài thuộc chi Brachymeria, tông Brachymeriini, phân họ Haltichellinae, họ Chalcididae, liên họ Chalcidoidea, phân bộ Apocrita, bộ Hymenoptera, lớp Insecta tìm thấy tại Vườn quốc gia Chư Yang Sin, tỉnh Đắk Lắk, Việt Nam.[31]
4. Dirhinus neoclaviger[31]
5. Epitranus narendrani[31]
6. Epitranus neonigriceps[31]
7. Heydoniella vietnamensis[31]
8. Megachalcis vietnamicus[31]
9. Notaspidium vietnamicum[31]
10. Oxycoryphe neotenax[31]
11. Sthulapada neopadata[31]
12. Sthulapada vietnamensis[31]
13. Tanycoryphus masii[31]
14. Protosticta ngoai: loài chuồn chuồn thuộc chi Protosticta, họ Platystictidae, bộ Odonata phát hiện ở Việt Nam, công bố trên tạp chí Zootaxa số 4098, phần 3, trang 529-544 ngày 7/4/2016[32]
15. Protosticta socculus[32]
16. Protosticta pseudocuriosa[32]
17. Protosticta spinosa[32]
18. Circulocryptus faillei: loài cuốn chiếu thuộc chi Circulocryptus, họ Cryptodesmidae, bộ Polydesmida, liên bộ Merocheta, phân thứ lớp Helminthomorpha, phân lớp Chilognatha, lớp Diplopoda tìm thấy ở Khu bảo tồn thiên nhiên Hòn Bà, xã Suối Cát, huyện Cam Lâm, tỉnh Khánh Hòa, Việt Nam, công bố trên tạp chí ZooKeys số 578, trang 33-43 ngày 7/4/2016.[33]
19. Yersinochloa dalata: loài và chi mới thuộc Bambusineae, phân họ Bambusoideae, họ Gramineae, bộ Poales tìm thấy ở Cao nguyên Lâm Viên, Tây Nguyên, Việt Nam, công bố trên tạp chí Nordic Journal of Botany ngày 8/4/2016.[34]
20. Coeliccia suoitia: loài chuồn chuồn thuộc chi Coeliccia, phân họ Calicnemiinae, họ Platycnemididae, liên họ Coenagrionoidea, phân bộ Zygoptera, bộ Odonata, lớp Insecta tìm thấy ở Suối Tia, hồ Tuyền Lâm, Đà Lạt, tỉnh Lâm Đồng, Việt Nam, công bố trên tạp chí Zootaxa Vol 4103, No 5 ngày 18/4/2016.[35]
21. Aporcelinus paramamillatus: Giun tròn Aporcelinus, phân họ Aporcelaiminae, họ Aporcelaimidae, liên họ Dorylaimoidea, bộ Dorylaimida, phân lớp Dorylaimia, lớp Enoplea, ngành Nematoda tìm thấy ở Việt Nam, công bố trên tạp chí Zootaxa Vol 4103, No 6 ngày 18/4/2016.[36]
22. Aporcelinus paraseychellensis:[36]
23. Schizostachyum langbianense: loài nứa thuộc chi Schizostachyum, họ Poaceae, bộ Poales tìm thấy ở núi Langbiang, huyện Lạc Dương, tỉnh Lâm Đồng, Việt Nam, công bố trên tạp chí Phytotaxa Vol 257, No 2 ngày 18/4/2016.[37]
24. Leptolalax ardens: loài cóc bùn chi Leptolalax, họ Megophryidae, bộ Anura, lớp Amphibia ở phía nam dãy Trường Sơn, Việt Nám, đăng trên tạp chí Zootaxa số 4105, phần 4, trang 400 ngày 22/4/2016.[38]
25. Leptolalax kalonensis[38]
26. Leptolalax pallidus[38]
27. Leptolalax maculosus[38]
28. Leptolalax tadungensis[38]

## Tháng 5 năm 2016

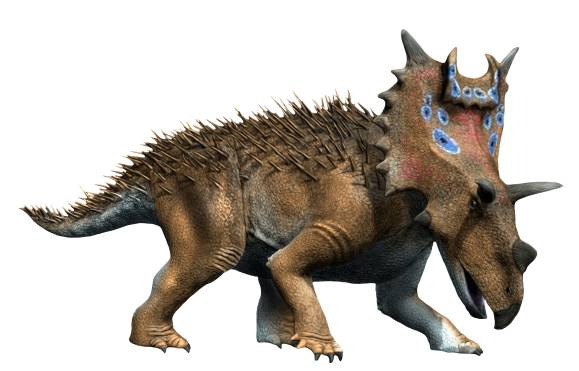
Phục dựng của Spiclypeus shipporum, loài Khủng long sừng thế Creta muộn

1. Cyrtodactylus calamei: loài thằn lằn chi Cyrtodactylus, họ Gekkonidae, bộ Squamata, lớp Reptilia tìm thấy ở tỉnh Khammuane (dãy Trường Sơn), Lào, công bố trên tạp chí Zootaxa số 4107, phần 2, trang 101-140 ngày 2/5/2016.[39]
2. Cyrtodactylus hinnamnoensis[39]
3. Cyrtodactylus sommerladi[39]
4. Aristolochia bidoupensis: loài thực vật thuộc phân chi Siphisia, chi Aristolochia, phân họ Aristolochioideae, họ Aristolochiaceae, bộ Piperales tìm thấy ở Vườn quốc gia Bidoup Núi Bà, huyện Lạc Dương, tỉnh Lâm Đồng, Việt Nam năm 2015, công bố trên tạp chí Nordic Journal of Botany ngày 12/5/2016.[40][41]
5. Boeica ornithocephalantha: loài thực vật chi Boeica, tông Didymocarpeae, phân họ Cyrtandroideae, họ Gesneriaceae, bộ Lamiales tìm thấy ở Khu bảo tồn thiên nhiên Pù Hu, thị trấn Hồi Xuân, huyện Quan Hóa, tỉnh Thanh Hóa, Việt Nam, công bố trên tạp chí The Gardens' Bulletin Singapore số 68 (1) ngày 20/5/2016.[42][43]
6. Liparis honbaensis: loài nhẵn diệp Liparis, tông Malaxideae, phân họ Epidendroideae, họ Orchidaceae tìm thấy ở Khu bảo tồn thiên nhiên Hòn Bà, Khánh Hòa, Việt Nam, công bố trên tạp chí Turczaninowia 19 (2): 34–49 (2016) ngày 22/5/2016.[44][45]

## Tháng 6 năm 2016

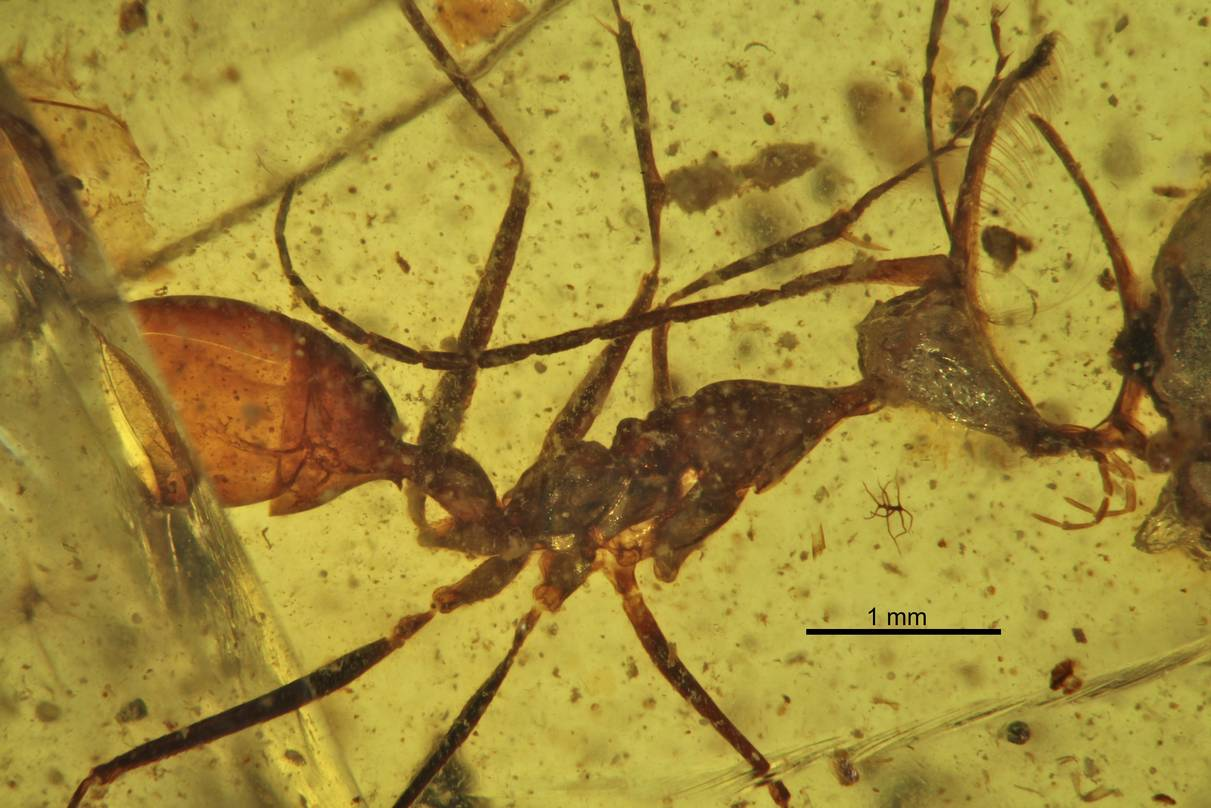
Ceratomyrmex ellenbergeri, loài kiến thế Creta muộn

1. Goniothalamus banii: loài thực vật thuộc chi Goniothalamus, họ Annonaceae, bộ Magnoliales tìm thấy ở Thanh Hóa, Việt Nam, đăng trên tạp chí Nordic Journal of Botany ngày 3/6/2016.[46]
2. Zingiber skornickovae: loài gừng chi Zingiber, tông Zingibereae, phân họ Zingiberoideae, họ Zingiberaceae phát hiện ở miền trung Việt Nam, công bố trên tạp chí Phytotaxa số 265 ngày 14/6/2016. Tên loài vinh danh Jana Leong-Škorničková của Vườn thực vật Singapore.[47][48]
3. Eustigma honbaense: loài Eustigma, phân họ Hamamelidoideae, họ Hamamelidaceae tìm thấy ở KBTTN Hòn Bà, tỉnh Khánh Hòa, Việt Nam, công bố trên tạp chí Phytokeys, số 65, trang 47–55, ngày 16/06/2016.[49][50][51]
4. Bidoupia phongii: loài lan thuộc chi mới Bidoupia, phân tông Goodyerinae, tông Cranichideae, phân họ Orchidoideae phát hiện tại Việt Nam, công bố trên tạp chí Phytotaxa số 266 ngày 28/6/2016[52][53][54]

## Tháng 7 năm 2016

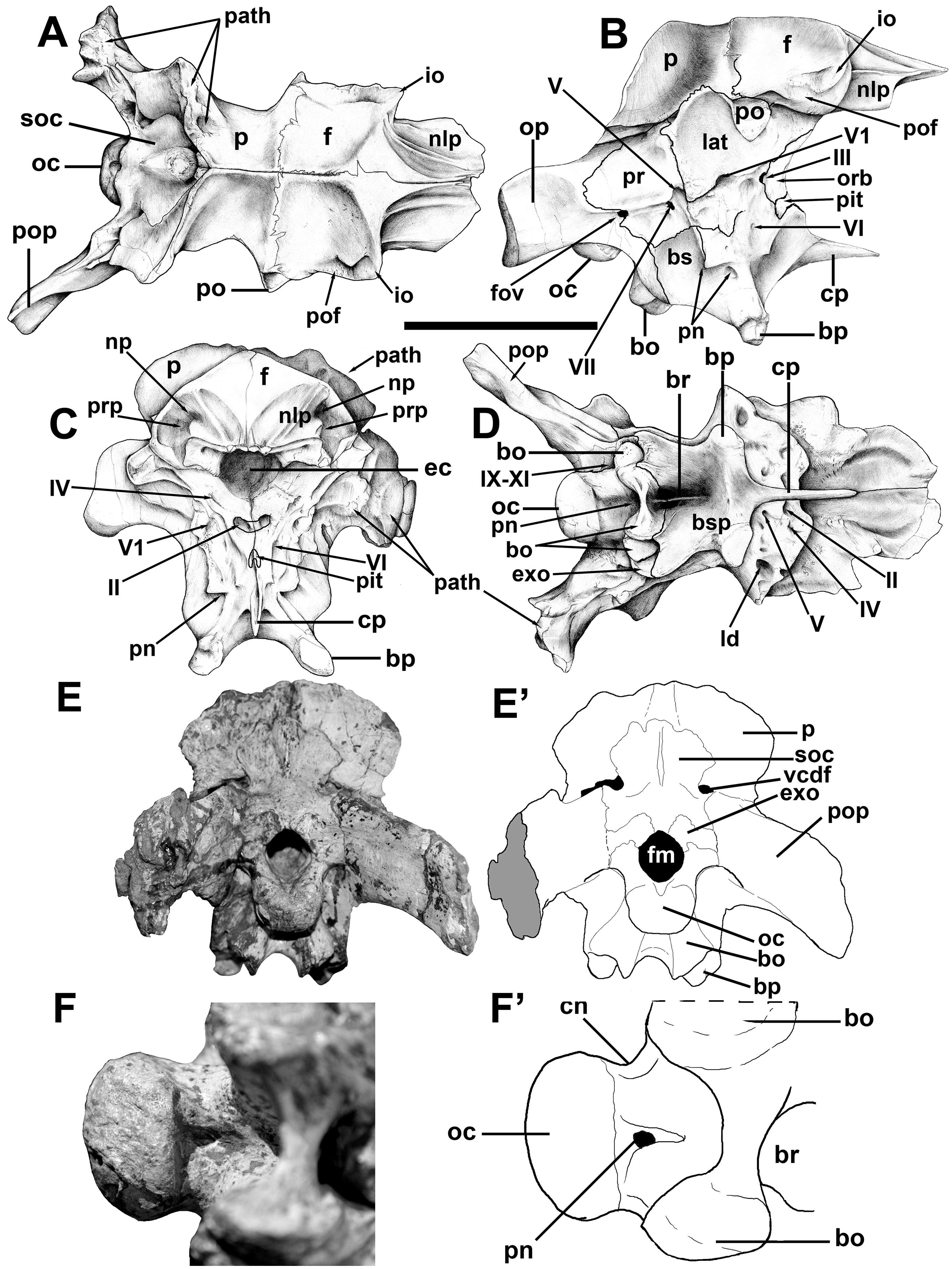
Hộp sọ của Murusraptor barrosaensis, loài Khủng long chân thú thuộc chi Murusraptor, Megaraptora, Neovenatoridae, Allosauroidea, Carnosauria, Avetheropoda, Orionides, Tetanurae, Averostra, Neotheropoda phát hiện ở Argentina.

1. Lasianthus honbaensis: loài thực vật Xú hương hòn bà thuộc chi Lasianthus, tông Lasiantheae, phân họ Rubioideae,họ Rubiaceae, bộ Gentianales được phát hiện ở khu bảo tồn thiên nhiên Hòn Bà, tỉnh Khánh Hòa, Việt Nam, đăng trên tạp chí Annales Botanici Fennici số 53, trang 263–266, ngày 1/7/2016.[55][56][57]
2. Dixonius minhlei: loài tắc kè thuộc chi Dixonius, phân họ Gekkoninae, họ Gekkonidae, bộ Squamata, lớp Reptilia tìm thấy ở khu bảo tồn thiên nhiên Vĩnh Cửu, huyện Vĩnh Cửu, tỉnh Đồng Nai, Việt Nam, công bố trên tạp chí Zootaxa số 4136, phần 3 ngày 7/7/2016.[58]
3. Pseudoechthistatus sinicus: loài xén tóc thuộc chi Pseudoechthistatus, tông Lamiini, phân họ Lamiinae, họ Cerambycidae, bộ Coleoptera, lớp Insecta tìm thấy ở Vân Nam, Trung Quốc, công bố trên tạp chí ZooKeys số 604 ngày 11/7/2016.[59]
4. Pseudoechthistatus chiangshunani [59]
5. Pseudoechthistatus pufujiae [59]
6. Pseudoechthistatus holzschuhi [59]
7. Pseudoechthistatus glabripennis tìm thấy ở nam Vân Nam và bắc Việt Nam[59]
8. Xiphovelia vietnamica: loài côn trùng thuộc chi Xiphovelia, tông Microveliini, phân họ Microveliinae, họ Veliidae, liên họ Gerroidea, Gerromorpha, phân bộ Heteroptera, bộ Hemiptera được phát hiện ở Việt Nam, công bố trên tạp chí Zootaxa số 4137, phần 3 ngày 12/07/2016.[60]
9. Popowia bachmaensis: loài Popowia, tông Miliuseae, phân họ Malmeoideae, họ Annonaceae, bộ Magnoliales tìm thấy ở Vườn quốc gia Bạch Mã, tỉnh Thừa Thiên Huế, Việt Nam năm 2015, công bố trên tạp chí PhytoKeys số 65, trang 125-131 ngày 12/7/2016.[61]
10. Enghoffosoma triangulare: loài cuốn chiếu thuộc chi Enghoffosoma, tông Paradoxosomatini, phân họ Paradoxosomatinae, họ Paradoxosomatidae, bộ Polydesmida, liên bộ Merocheta, cận lớp Helminthomorpha, phân lớp Chilognatha, lớp Diplopoda, ngành Arthropoda tìm thấy và công bố trên tạp chí Zootaxa số 4139, phần 2 ngày 20/7/2016.[62]
11. Enghoffosoma retrorsum[62]
12. Enghoffosoma digitatum[62]
13. Oligodon condaoensis: loài rắn khiếm Oligodon, họ Colubridae, bộ Squamata, lớp Reptilia tìm thấy ở Côn Đảo, tỉnh Bà Rịa – Vũng Tàu, Việt Nam và công bố trên tạp chí Zootaxa số 4139, phần 2 ngày 20/7/2016.[63]
14. Streptogonopus montanus: loài động vật nhiều chân Streptogonopus, tông Xanthodesmini, phân họ Paradoxosomatinae, họ Paradoxosomatidae, bộ Polydesmida, liên bộ Merocheta, cận lớp Helminthomorpha, phân lớp Chilognatha, lớp Diplopoda, ngành Arthropoda tìm thấy ở núi Ngọc Linh, Tây Nguyên, Việt Nam năm 2006, công bố trên tạp chí ZooKeys số 601, trang 111-118 ngày 29/7/2016. Đây là loài đầu tiên trong chi Streptogonopus tìm thấy ở Việt Nam.[64]
15. Indochinamon chuahuong: loài cua nước ngọt chi Indochinamon, phân họ Potamiscinae, họ Potamidae, bộ Decapoda, lớp Malacostraca phát hiện ở vùng núi đá vôi Chùa Hương, thuộc xã Hương Sơn, huyện Mỹ Đức, Hà Nội, Việt Nam năm 2014, công bố tạp chí Raffles Bulletin of Zoology số 64, trang 187-193, 29/7/2016.[65][66]

## Tháng 8 năm 2016

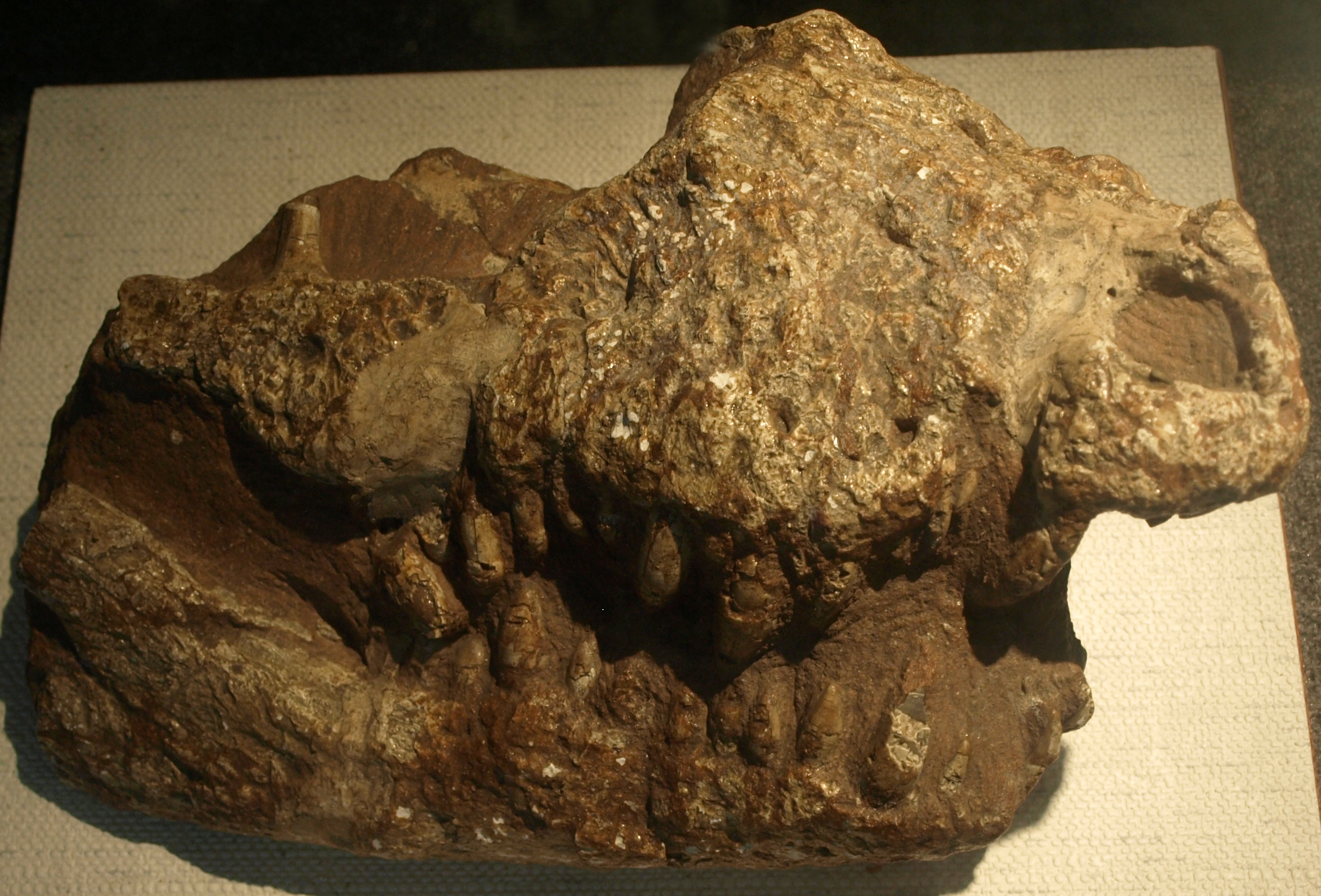
Protoalligator huiningensis

1. Tiwaripotamon pluviosum: loài cua nước ngọt chi Tiwaripotamon, phân họ Potamiscinae, họ Potamidae, bộ Decapoda, lớp Malacostraca tìm thấy ở Bản Coóng, xã Đức Quang, huyện Hạ Lang, tỉnh Cao Bằng, Việt Nam và Khu bảo tồn thiên nhiên Nonggang, huyện Long Châu, thành phố Sùng Tả, tỉnh Quảng Tây, Trung Quốc năm 2015, công bố trên tạp chí Raffles Bulletin of Zoology số 64, trang 213-219, 05/08/2016.[66][67]
2. Jasminanthes xuanlienensis: loài thực vật hai lá mầm chi Jasminanthes, tông Marsdenieae, phân họ Asclepiadoideae, họ Apocynaceae, bộ Gentianales tìm thấy ở vườn Quốc gia Xuân Liên
3. Lithocarpus dahuoaiensis: loài Lithocarpus, họ Fagaceae tìm thấy ở Lâm Đồng, Việt Nam, công bố trên tạp chí PhytoKeys số 69 ngày 18/08/2016.[68] Tên loài được đặt theo huyện Đạ Huoai thuộc tỉnh Lâm Đồng.[69]
4. Camellia quangcuongii: loài trà mi thuộc tông Theeae, họ Theaceae, bộ Ericales phát hiện ở núi Hòn Giao, xã Sơn Thái, huyện Khánh Vĩnh, tỉnh Khánh Hòa, Việt Nam, công bố trên tạp chí The Journal of Japanese Botany số 91(4): 226–230(2016) ngày 20/8/2016.[70]
5. Ophiopogon alatus: loài thực vật chi Ophiopogon, tông Ophiopogoneae, phân họ Nolinoideae, họ Asparagaceae, bộ Asparagales tìm thấy ở xã Na Ngoi, huyện Kỳ Sơn, tỉnh Nghệ An, Việt Nam, công bố trên tạp chí Taiwania ngày 23/8/2016.[71]
6. Ophiopogon erectus: tìm thấy ở Khu bảo tồn thiên nhiên Xuân Liên, xã Bát Mọt, huyện Thường Xuân, tỉnh Thanh Hóa, Việt Nam[71]
7. Ophiopogon patulus[71]
8. Peliosanthes inaperta[71]
9. Peliosanthes kenhilloides[71]
10. Peliosanthes splendens[71]
11. Aspidistra obtusata: loài thực vật chi Aspidistra, tông Convallarieae, phân họ Nolinoideae, họ Asparagaceae, bộ Asparagales tìm thấy ở miền nam Việt Nam, công bố trên tạp chí Nordic Journal of Botany ngày 25/08/2016.[72]

## Tháng 9 năm 2016
1. Cyrtodactylus soni: loài thằn lằn chi Cyrtodactylus, họ Gekkonidae, bộ Squamata tìm thấy ở Khu bảo tồn thiên nhiên đất ngập nước Vân Long, tỉnh Ninh Bình, Việt Nam, công bố trên tạp chí Zootaxa số 4162 ngày 9/9/2016.[73]
2. Theloderma annae: loài ếch chi Theloderma, phân họ Rhacophorinae, họ Rhacophoridae, bộ Anura, phân lớp Lissamphibia, lớp Amphibia công bố trên tạp chí Zootaxa số 4168 ngày 14/9/2016.[74][75]
3. Loboschiza cambodiensis: loài bướm thuộc chi Loboschiza, tông Enarmoniini, phân họ Olethreutinae, họ Tortricidae, bộ Lepidoptera, tìm thấy ở Campuchia, công bố trên tạp chí Zootaxa số 4169 ngày 19/9/2016.[76]
4. Loboschiza flavobasis: loài Loboschiza tìm thấy ở Việt Nam.[76]
5. Aspidistra nutans: loài Aspidistra, họ Măng tây, bộ Măng tây tìm thấy ở Việt Nam, công bố trên tạp chí Nordic Journal of Botany số ngày 20/09/2016.[77]
6. Hexachaetus kirschenhoferi: loài bọ cánh cứng chi Hexachaetus, tông Orthogoniini, phân họ Harpalinae, họ Carabidae, bộ Coleoptera công bố trên tạp chi Zootaxa số 4169, phần 3, trang 540-554 ngày 21/9/2016.[78]
7. Hexachaetus brunki: loài bọ cánh cứng chi Hexachaetus, tông Orthogoniini, phân họ Harpalinae, họ Carabidae[78]
8. Hexachaetus vietnamensis: loài bọ cánh cứng chi Hexachaetus, tông Orthogoniini, phân họ Harpalinae, họ Carabidae[78]
9. Hexachaetus mulan: loài bọ cánh cứng chi Hexachaetus, tông Orthogoniini, phân họ Harpalinae, họ Carabidae[78]
10. Aspidistra tillichiana var. latifolia: thứ thuộc loài Aspidistra tillichiana, chi Aspidistra
11. Prosorhynchus tonkinensis: loài giun dẹp chi Prosorhynchus, họ Bucephalidae, liên họ Bucephaloidea, phân bộ Brachylaimata, bộ Strigeidida, phân lớp Digenea, lớp Trematoda tìm thấy ở Vịnh Bắc Bộ, Việt Nam và công bố trên tạp chí Zootaxa số 4170 ngày 22/9/2016.[79]
12. Arisaema langbiangense: loài thực vật chi Arisaema, họ Araceae, bộ Alismatales tìm thấy ở núi Langbiang, công bố trên tạp chí Phytotaxa số 277 ngày 23/9/2016[80]
13. Polyspora microphylla: loài chè thuộc chi Polyspora.[81]

## Tháng 10 năm 2016
1. Aspidistra globosa: loài thực vật chi Aspidistra, tông Convallarieae, phân họ Nolinoideae, họ Asparagaceae, bộ Asparagales tìm thấy ở tỉnh Gia Lai và Vườn quốc gia Kon Ka Kinh miền nam Việt Nam, công bố trên tạp chí Phytotaxa số 282 ngày 26/10/2016.[82]
2. Aspidistra averyanovii: loài thực vật chi Aspidistra, tông Convallarieae, phân họ Nolinoideae, họ Asparagaceae, bộ Asparagales tìm thấy ở tỉnh Quảng Ngãi, miền trung Việt Nam, công bố trên tạp chí Phytotaxa số 282 ngày 26/10/2016.[83]
3. Aspidistra parviflora:[83]
4. Jasminum vietnamense: loài Nhài Việt Nam được các nhà khoa học của Bảo tàng Thiên nhiên Việt Nam, Viện Sinh thái và Tài nguyên sinh vật (thuộc Viện Hàn lâm Khoa học và Công nghệ Việt Nam) và Đại học Chung Nam, Hàn Quốc phát hiện tại khu vực Sông Thanh, tỉnh Quảng Nam, Việt Nam và công bố trên tạp chí Annales Botanici Fennici ngày 21/10/2016.[84][85]

## Tháng 11 năm 2016

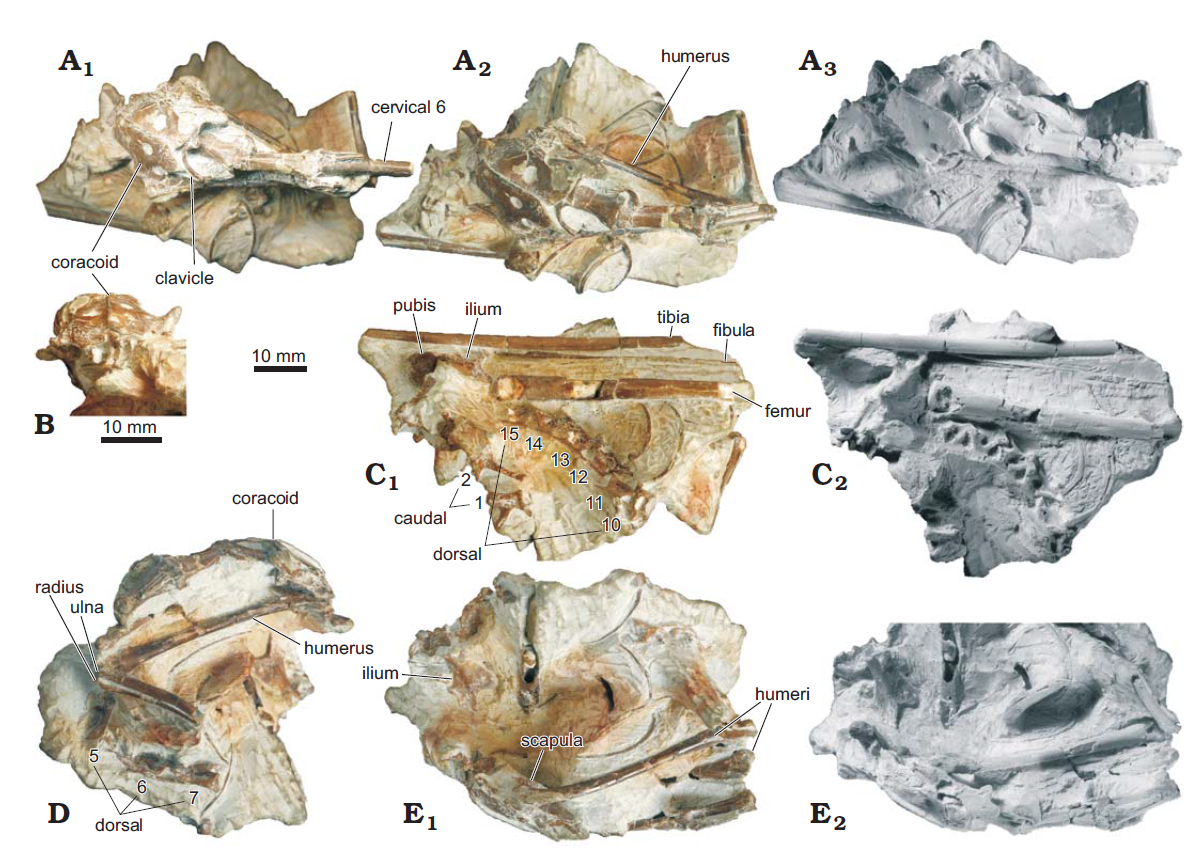
Hóa thạch bò sát Ozimek volans

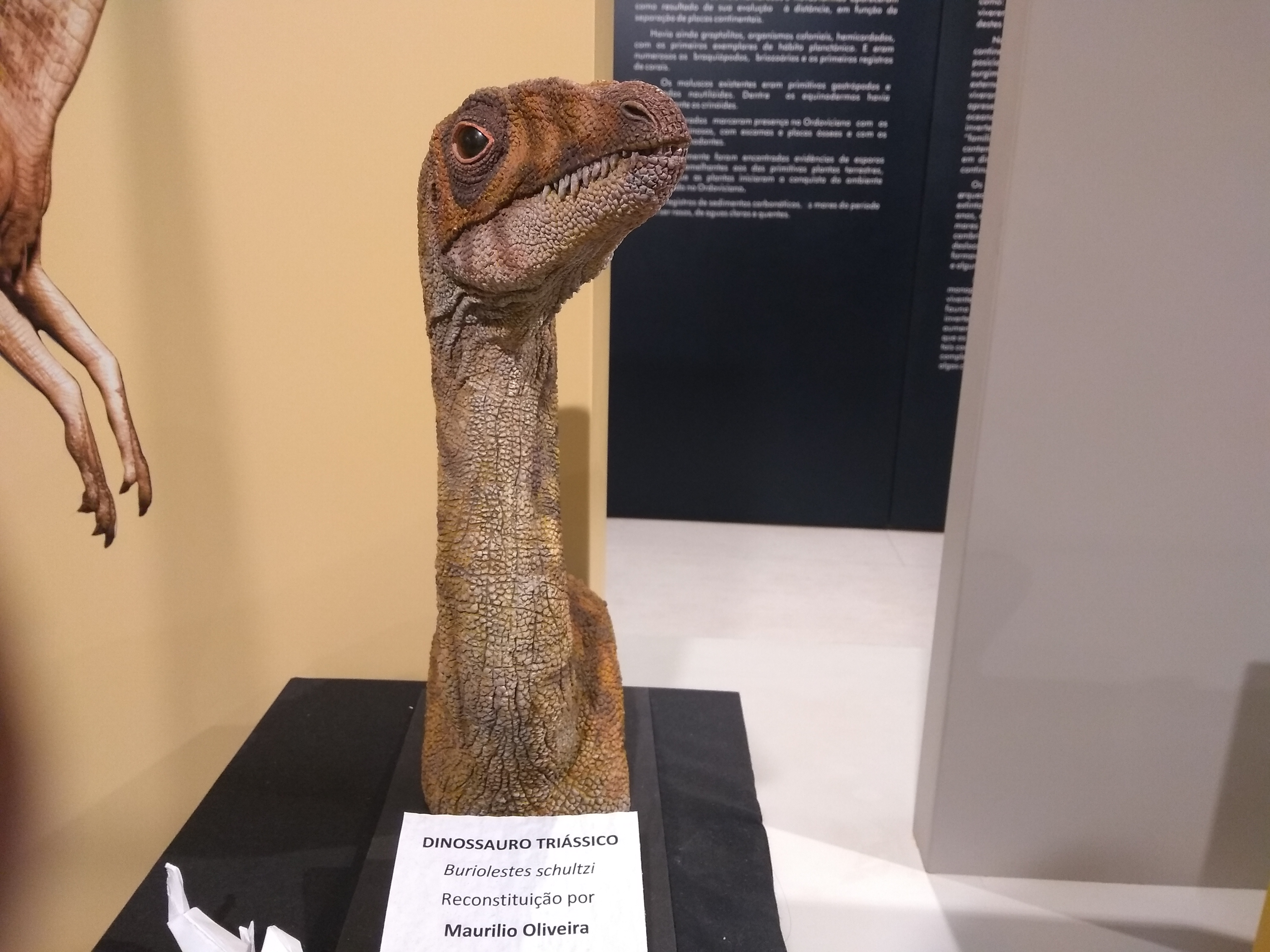
Buriolestes schultzi

1. Polystichum quangbinhense: loài thực vật chi Polystichum (phân chi Haplopolystichum), họ Dryopteridaceae, bộ Polypodiales, lớp Polypodiopsida, ngành Pteridophyta tìm thấy ở tỉnh Quảng Bình, Việt Nam, công bố trên tạp chí Phytotaxa ngày 7/11/2016[86][87]
2. Protosticta proboscis: loài chuồn chuồn thuộc chi Protosticta, phân họ Protostictinae, họ Platystictidae được tìm thấy ở Việt Nam, công bố trên tạp chí Zootaxa số 4193 ngày 16/11/2016.[88]
3. Protosticta albifrons:[88]
4. Protosticta nigra:[88]
5. Deinopteroloma bisbisinuatum: loài thuộc chi Deinopteroloma tìm thấy ở Dãy Đại Tuyết Sơn tỉnh Tứ Xuyên, Trung Quốc, công bố trên tạp chí Zootaxa số 4196 ngày 22/11/2016.[89]
6. Deinopteroloma draco: tìm thấy ở Dãy Đại Tuyết Sơn tỉnh Tứ Xuyên, Trung Quốc[89]
7. Deinopteroloma emeicola: tìm thấy ở Nga Mi Sơn, Tứ Xuyên, Trung Quốc[89]
8. Deinopteroloma minor: tìm thấy ở Nga Mi Sơn, Tứ Xuyên, Trung Quốc[89]
9. Deinopteroloma ruzickai: tìm thấy ở Nga Mi Sơn, Tứ Xuyên, Trung Quốc[89]
10. Deinopteroloma sextuberculatum: tìm thấy ở Nga Mi Sơn, Tứ Xuyên, Trung Quốc[89]
11. Deinopteroloma yinyang: tìm thấy ở Nga Mi Sơn, Tứ Xuyên, Trung Quốc[89]
12. Deinopteroloma rougemonti: tìm thấy ở Đức Hoành, Vân Nam, Trung Quốc[89]
13. Deinopteroloma vesiculosum: tìm thấy ở Bắc Việt Nam[89]
14. Bidupia khangii: loài lan thuộc chi mới phát hiện năm 2016 Bidoupia, phân tông Goodyerinae, tông Cranichideae, phân họ Orchidoideae tìm thấy ở ngọn núi Phu Xai Lai Leng, xã Na Ngoi, huyện Kỳ Sơn, tỉnh Nghệ An, Việt Nam, công bố trên tạp chí Taiwania số 61, phần 4 ngày 23/11/2016.[90]
15. Barsine amaculata: loài thuộc chi Barsine, phân tông Nudariina, tông Lithosiini, phân họ Arctiinae, họ Erebidae, bộ Lepidoptera, lớp Insecta tìm thấy ở Việt Nam, công bố trên tạp chí Zootaxa ngày 29/11/2016.[91]